# Izi-Ezaa-Ikwo-Mgbo jezik
Izi-ezaa-ikwo-mgbo jezik (ISO 639-3: izz) jezik skupine Igboid, šire benue-kongoanske skupine kojim govori 593 000 ljudi (1973 SIL) u nigerijskoj državi Ebonyi (Abakaliki, Ezza, Ohaozara). 
Ima nekoliko dijalekata (4) po kojima je i dobio ime, to su izi (izzi; 200 000 govornika), ezaa (eza; 180 000), ikwo (150 000) i mgbo (ngbo; 63 000).

## Vanjske poveznice
- Ethnologue (14th)
- Ethnologue (15th)